# Tintin et l'Alph-Art (Yves Rodier)
Pour l'œuvre originale, voir Tintin et l'Alph-Art.
 (mars 2024).
Tintin et l'Alph-Art (couramment appelé L'Alph-Art de Rodier, pour le différencier de la version officielle de Tintin et l'Alph-Art) est une aventure de Tintin pastiche réalisée par Yves Rodier, d'après le scénario inachevé d'Hergé. Les premières impressions datent de 1991.
Cette création n'a pas été autorisée par la fondation Hergé, et, par conséquent, les tirages de cet album sont considérés comme des pirates.

## Résumé de l'histoire
Bianca Castafiore ayant annoncé son passage imminent à Moulinsart, le capitaine Haddock va faire un tour en ville et finit par trouver refuge dans une galerie d'art. Malencontreusement rejoint par la Castafiore, il y fait la connaissance d'Étienne Fourcart, propriétaire de la galerie, et de Ramo Nash, artiste singulier, créateur de l'Alph-Art. Un peu contraint, il finit par acheter une œuvre de ce dernier : un H en plexiglas.
Alors qu'il avait signalé avoir d'importantes révélations à faire à Tintin, Fourcart est assassiné et Tintin décide de mener l'enquête. Il fait la connaissance de Martine Vandezande, une employée de la galerie, qui le guide vers Endaddine Akass, un mystérieux gourou d'une secte à laquelle la Castafiore a adhéré. Pour tenter de percer ces mystères, Tintin et Haddock se font inviter par la Castafiore à la villa du mage en Italie, dans laquelle ils découvrent un trafic de faux tableaux. Tintin passe à deux doigts de se faire couler dans du polyester mais est sauvé de justesse par Milou et le capitaine. 
Ayant pris la fuite, ils sont vite rattrapés et capturés par le mage qui leur dévoile sa véritable identité : il s'agit de Rastapopoulos. À nouveau à deux doigts d'être tués, ils sont sauvés de la pendaison par Ramo Nash qui se repent de sa complicité avec Rastapopoulos. Ce dernier meurt tombé dans le précipice.
L'épilogue nous apprend que Tintin a reçu des autorités italiennes la villa du mage, tandis qu'une idylle entre le héros et Martine semble se dessiner. Ramo Nash a, lui, été engagé par Haddock pour sculpter son portrait. On apprend aussi qu'Allan a décidé d'avoir la paix et de devenir facteur aux États-Unis, après avoir refusé de rester aux côtés de Rastapopoulos.

## Historique
Tintin et l'Alph-Art est l'ultime aventure de Tintin, laissée inachevée après la mort de son créateur Hergé en 1983. Le projet devait à l'origine être achevé par le premier assistant d'Hergé, Bob de Moor, mais cette reprise fut rapidement refusée par Fanny Remi, veuve d'Hergé, sur le conseil de Benoît Peeters. C'est pourquoi, en 1986, l'album a été publié dans sa version inachevée, comprenant les notes d'Hergé, les pages crayonnées et une partie des croquis.
Rapidement, de nombreux fans déçus se sont attelés à leur propre version. Celle d'Yves Rodier est terminée en 1991 et la soixantaine d'exemplaires tirés par l'auteur pour ses amis devient vite un objet de convoitises parmi les collectionneurs. Bob de Moor, que Rodier rencontre quelques mois avant sa mort, apprécie suffisamment le travail du Québécois pour émettre le projet — « utopique » de son propre aveu — de s'en servir comme base pour terminer l'album d'Hergé, avec l'aide de Greg pour retravailler le scénario. Avec le recul, Rodier dit cependant avoir « extrêmement honte » de ce travail de jeunesse, qu'il juge très inférieur à une autre version de l'Alph-Art réalisée par Régric.
Dans le courant des années 1990, L'Alph-art d'Yves Rodier devient vite un mythe parmi les tintinophiles frustrés par les gribouillis inachevés d'Hergé[réf. nécessaire]. Les tirages pirates s'achètent sous le manteau des librairies spécialisées à prix d'or. Toutes ces ventes se font bien entendu sans le consentement, ni des ayants droit d'Hergé, ni de Rodier, rapidement dépassé par la situation.
En 2001, Yves Rodier espère stopper cette surenchère en autorisant deux sites à diffuser gratuitement sa version de L'Alph-Art. Scandalisée, la Fondation Hergé attaque les sites pour faire cesser la diffusion de l'album interdit.
Plusieurs versions colorisées par des fans sont apparues. D'autres, moins scrupuleux, ont profité de la mise à disposition de l'album pour le réimprimer et le vendre à des prix parfois prohibitifs, malgré sa mise à disposition gratuite sur internet.